# 무인도

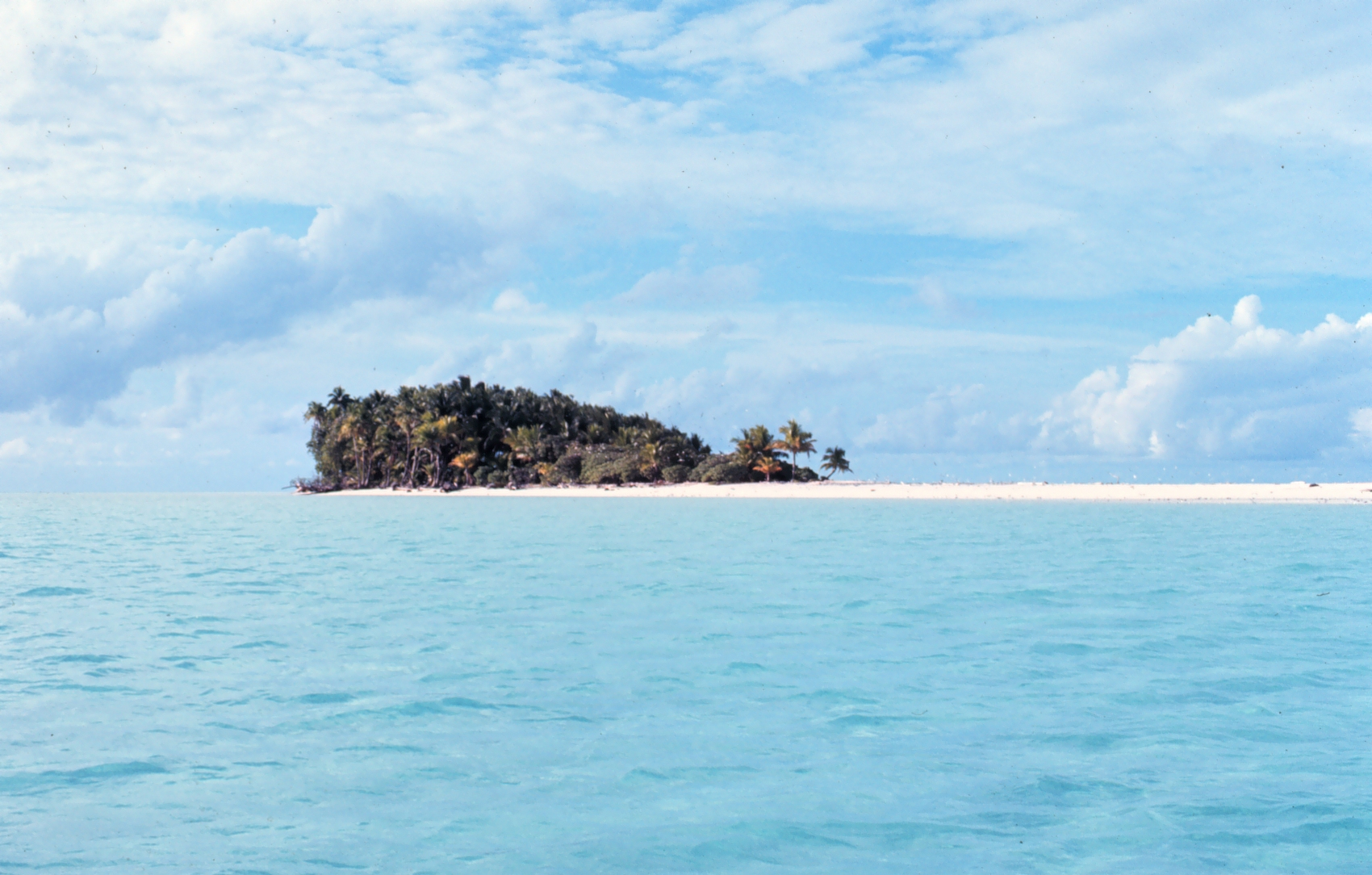
팔라우의 무인도

무인도(無人島, uninhabited island)는 사람이 살지 않는 섬이다. 비유적으로는 섬이 아니어도, 외부로부터 격리된 어떤 상황을 가리켜서 무인도라고 하는 경우도 많다. 무인도는 난파된 사람들을 다룬 영화나 이야기에 자주 등장한다. 일부 무인도는 자연보호구역으로 보호되고 일부는 개인 소유이다. 캐나다의 북쪽 끝에 위치한 데번섬은 세계 최대 면적의 무인도이다.

## 생물다양성
무인도는 부분적으로 인간의 침입을 받지 않아 바다거북이나 땅에 둥지를 트는 바닷새와 같은 연약한 야생동물의 안식처가 된다. 많은 종의 바닷새는 고양이나 쥐와 같은 육상 포식자가 없는 이점을 이용하여 도중에 중간 기착지로 사용하거나 특히 둥지를 틀기 위해 이를 사용한다.
그러나 먼 나라의 해변에는 바다로부터 수많은 쓰레기가 쌓이고, 감시가 이루어지지 않아 보호종 밀렵꾼들에게 좋은 장소가 되고 있다.

## 유명한 무인도
- 아팟섬(Appat Island), 그린란드
- 남태평양 오클랜드 제도, 뉴질랜드의 일부
- 아스톨라섬(Astola Island), 파키스탄
- 볼스피라미드
- 북극 제도 대부분
- 클리퍼턴섬, 프랑스의 태평양섬
- 산호해 제도
- 데론가 제도: 러시아의 일부. 북극해
- 데제르타스 제도, 포르투갈
- 데번섬: 세계 최대의 무인도. 면적은 55,247 km2[1][2][4]
- 허드 맥도널드 제도, 오스트레일리아
- 케이마다그란지섬 스네이크섬 (브라질)
- 람피오네섬, 시칠리아
- 리틀라디문섬, 페로 제도
- 산타루지아섬
- 셀바젱스 제도, 포르투갈
- 쉬르트세이섬, 아이슬란드 남부
- 테테파레섬, 남태평양 최대의 무인도[5]
- 미국령 군소 제도 대부분 (예: 존스턴 환초, 미드웨이 환초
- 하시마섬, 일본 나가사키현

## 대중 문화에서

### 무인도를 배경으로 한 게임
- 《무인도 퀘스트》 nicobit의 비디오 게임
- 모여봐요 동물의숲

### 무인도를 배경으로 한 노래
- 《무인도》 웃소의 노래

### 무인도를 배경으로 한 문학
- 《로빈슨 크루소》 - 대니얼 디포의 소설
- 《파리 대왕》 - 윌리엄 골딩의 소설
- 《15소년 표류기》 - 쥘 베른의 소설
- 《캐스트 어웨이》 - 2000년 영화
- 《로스트》 - TV 시리즈

## 같이 보기
- 인구순 섬 목록
- 난파선